# آلتو جکویتیبا
آلتو جکویتیبا (به پرتغالی: Alto Jequitibá) یک منطقهٔ مسکونی در برزیل است که در میناز ژرایس واقع شده‌است. آلتو جکویتیبا ۱۵۲ کیلومتر مربع مساحت و ۸٬۳۰۱ نفر جمعیت دارد.